# Municipio de Santa Ana Zegache
El municipio de Santa Ana Zegache es uno de los 570 municipios del estado mexicano de Oaxaca. Su cabecera es la localidad de Santa Ana Zegache.

## Geografía
El municipio de Santa Ana Zegache colinda al norte con el municipio de Santa Catarina Quiané; al este con los municipios de San Martín Tilcajete y  San Antonino Castillo Velasco; al sur con el municipio de Santiago Apóstol; y al oeste con los municipios de San Pablo Huixtepec y Zimatlán de Álvarez.

## Localidades
El municipio de Santa Ana Zegache cuenta con cinco localidades.
| Localidad            | Población (2020) |
| -------------------- | ---------------- |
| Santa Ana Zegache    | 2879             |
| San Jerónimo Zegache | 595              |
| San Isidro Zegache   | 498              |

## Gobierno
| Presidente municipal                | Periodo   | Partido | Partido                              |
| ----------------------------------- | --------- | ------- | ------------------------------------ |
| Rafael Méndez Raymundo              | 1993-1995 |         | Partido Revolucionario Institucional |
| Bartolo Ambrocio Osorio             | 1996-1998 |         | Partido Revolucionario Institucional |
| Zacarías Lorenzo                    | 1999-2001 |         | Partido de la Revolución Democrática |
| Procuro Herminio Hernández Martínez | 2002-2004 |         | Partido Revolucionario Institucional |
| Marino Barrios Morales              | 2005-2007 |         | Partido Revolucionario Institucional |
| Pedro Gaspar Chompa                 | 2008-2010 |         | Partido de la Revolución Democrática |
| Juan Velasco Meza                   | 2011-2013 |         | Partido de la Revolución Democrática |
| Elmar Gaspar Guerra                 | 2014-2016 |         | Partido de la Revolución Democrática |
| Rosario Galvan Salvador             | 2017-2018 |         | Partido Revolucionario Institucional |
| Elmar Gaspar Guerra                 | 2019-2021 |         | Partido de la Revolución Democrática |
| Vicente Ventura Barrios             | 2022-2024 |         | Partido Verde Ecologista de México   |